# سرجس باسيفيكي
سرجاس باسيفيكي (الاسم العلمي:Sargassum pacificum) هو نوع من الطلائعيات يتبع جنس السرجاس من فصيلة السرجاسية.